# Chiến tranh Cola
Các nhà sản xuất nước giải khát Công ty Coca-Cola và PepsiCo - vốn là các đối thủ cạnh tranh nhiều năm - đã tham gia các chiến dịch tiếp thị nhắm mục tiêu vào nhau để cạnh tranh trực tiếp giữa các dòng sản phẩm của mỗi công ty, đặc biệt là sản phẩm cola hàng đầu của họ, Coca-Cola và Pepsi. Bắt đầu từ cuối những năm 1970 và đến những năm 1980, cường độ của các chiến dịch này đã dẫn đến các cuộc chiến tiếp thị, và sự cạnh tranh nói chung, được gọi là các cuộc Chiến tranh cola.

## Coca-Cola
Quảng cáo Coca-Cola trong lịch sử đã tập trung vào sự lành mạnh và hoài cổ. Quảng cáo Coca-Cola thường được mô tả là "thân thiện với gia đình" và thường dựa vào các nhân vật "dễ thương" (ví dụ: linh vật gấu bắc cực Coca-Cola và ông già Noel vào dịp Giáng sinh). 
Trong thời kỳ đỉnh cao của Cuộc chiến cola, khi Coca-Cola chứng kiến sản phẩm chủ lực của mình mất thị phần trước Pepsi, cũng như các sản phẩm của Diet Coke và các đối thủ cạnh tranh, công ty đã cân nhắc thay đổi công thức và hương vị của đồ uống. Vào tháng 4 năm 1985, Công ty Coca-Cola đã giới thiệu công thức mới của mình cho Coca-Cola, được biết đến với tên gọi "New Coke". Phản ứng dữ dội của người tiêu dùng đối với sự thay đổi này đã khiến công ty thực hiện một cuộc rút lui chiến lược vào ngày 11 tháng 7 năm 1985, thông báo kế hoạch của họ để mang lại công thức trước đó dưới cái tên "Coca-Cola Classic".

## Pepsi

### Thử thách Pepsi
Năm 1975, trong đó những người bình thường được hỏi họ thích sản phẩm nào trong các thử nghiệm mùi vị mù.

### Uống Pepsi, lấy quà tặng
Vào giữa những năm 1990, Pepsi đã đưa ra chiến lược dài hạn thành công nhất của mình là Cuộc chiến Cola, Pepsi Stuff. Sử dụng khẩu hiệu "Uống Pepsi, lấy quà tặng", người tiêu dùng có thể thu thập Điểm Pepsi trên các gói và cốc có thể được đổi thành hàng hóa Pepsi miễn phí. Sau khi nghiên cứu và thử nghiệm chương trình trong hơn hai năm để đảm bảo rằng nó đã gây được tiếng vang với người tiêu dùng, Pepsi đã cho ra mắt Pepsi Stuff, đó là một thành công ngay lập tức. Do thành công của nó, chương trình đã được mở rộng để bao gồm các thị trường quốc tế của Mountain Dew và Pepsi trên toàn thế giới. Pepsi tiếp tục điều hành chương trình trong nhiều năm, liên tục đổi mới với các tính năng mới mỗi năm.
Chương trình khuyến mãi Pepsi Stuff trở thành chủ đề của một vụ kiện. Trong một trong nhiều quảng cáo, Pepsi cho thấy một chàng trai trẻ trong buồng lái của máy bay phản lực Harrier Jump. Dưới đây có chú thích "Máy bay phản lực Harrier: 7 triệu điểm Pepsi". Có một cơ chế để mua thêm Điểm Pepsi để hoàn thành đơn hàng Pepsi Stuff. John Leonard, một người ở Seattle, Washington, đã gửi một yêu cầu Pepsi Stuff với số điểm tối đa và một tấm séc trị giá hơn 700.000 USD để bù cho những điểm bổ sung mà anh  cần để xin có được chiếc máy bay. Pepsi không chấp nhận yêu cầu và Leonard đã đệ đơn kiện. Phán quyết là một người duy lý khi xem quảng cáo sẽ nhận ra rằng Pepsi thực tế không tặng máy bay phản lực Harrier cho người có đủ điểm Pepsi. Đáp lại vụ kiện, Pepsi đã thêm dòng chữ "Just Kidding", dưới phần quảng cáo có máy bay phản lực cũng như thay đổi "giá" thành 700 triệu điểm Pepsi (xem Leonard v. Pepsico, Inc.).

## Cuộc chiến gần đây
Coca-Cola và Pepsi tham gia vào một cuộc cạnh tranh của các chương trình trực tuyến với việc giới thiệu lại Pepsi Stuff vào năm 2005; Coca-Cola đã trả đũa bằng phần thưởng Coke. Cả hai đều là các chương trình khách hàng thân thiết tặng giải thưởng và sản phẩm cho người tiêu dùng, sau khi thu thập nắp chai và vỏ hộp 12 hoặc 24 lon, sau đó gửi mã trực tuyến để có được một số điểm nhất định. Tuy nhiên, quan hệ đối tác trực tuyến của Pepsi với Amazon cho phép người tiêu dùng mua nhiều sản phẩm khác nhau với "Điểm Pepsi" của họ, chẳng hạn như tải xuống mp3. Cả Coca-Cola và Pepsi trước đây đã có quan hệ đối tác với iTunes Store.
Super Bowl LIII đã diễn ra ở Atlanta, nơi Coca-Cola có trụ sở chính. Pepsi đã là nhà tài trợ chính của NFL trong nhiều năm, gần đây nhất là gia hạn hợp đồng tài trợ vào năm 2011. Quảng cáo Pepsi gắn liền với trò chơi chọc vào tình huống bằng những khẩu hiệu như "Pepsi ở Atlanta. Làm mới thế nào "," Này Atlanta, Cảm ơn vì đã tổ chức cuộc thi đấu. Chúng tôi sẽ mang đồ uống tới" và "Nhìn ai đang ở trong thị trấn đến xem Super Bowl LIII". Cả hai công ty đều chạy quảng cáo trên truyền hình trong Super Bowl, khi Coca-Cola phát sóng quảng cáo "A Coke is a Coke" ngay trước Quốc ca của Super Bowl, trong khi Pepsi chạy một loạt quảng cáo với khẩu hiệu "Pepsi OK?".